# Bolton (Misisipi)
Bolton es un pueblo del condado de Hinds en el estado de Misisipi (Estados Unidos). En el año 2000 tenía una población de 629 habitantes en una superficie de 4 km², con una densidad poblacional de 158.5 personas por km².

## Geografía
Bolton se encuentra ubicado en las coordenadas 32°21′6″N 90°27′36″O / 32.35167, -90.46000. Según la Oficina del Censo, el pueblo tiene un área total de 4 km² (1,5 mi²), de la cual 4 km² (1,5 mi²) es tierra y 0 km² (0 mi²) es agua.

### Localidades adyacentes
El siguiente diagrama muestra a las localidades en un radio de 28 kilómetros (17,4 mi) de Bolton.

## Demografía
Para el censo de 2000, había 629 personas, 246 hogares y 157 familias en la ciudad. La densidad de población era 158.5 hab/km².
En el 2000 la renta per cápita promedia del hogar era de $ 28.833 y el ingreso promedio para una familia era de $50.208. El ingreso per cápita para la localidad era de $27.271. En 2000 los hombres tenían un ingreso per cápita de $27.159 contra $24.479 para las mujeres. Alrededor del 21.4% de la población estaba bajo el umbral de pobreza nacional.